# ゲツヨル!
『ゲツヨル!』は、2006年10月16日から2007年6月18日まで日本テレビ系列で毎週月曜22:00 - 22:54（JST）に放送されていたバラエティ番組である。通称はゲツヨル。
放送開始から2007年3月5日までは『極上の月夜（ごくじょうのゲツヨル）』というタイトルで放送されていた。

## 概要
それまで放送されていた『アンテナ22』までの一連のドキュメンタリー番組から一転し、エンターテインメントに着目した番組として制作された。
『極上の月夜』時代は、毎週1組の一流のエンターティナーを招いてパフォーマンスが披露されたり、その組について探るのが主な内容であり、また途中には美輪明宏が視聴者の質問に答える「美輪サロン」というコーナーもあった。
2007年4月に『ゲツヨル!』にリニューアル後は、以前からのパフォーマンス披露や様々なトピックスを紹介する「エンタメセレクション」に加え、ゲストを招いてのトーク「エンタメ百科事典」が主な内容となった。
しかし番組改編期でもない2007年6月18日の放送をもって終了した。

## 出演者
- 三宅裕司
- 松岡充（SOPHIA）
- 美輪明宏（2007年3月まで）
- 平山あや（2007年4月から）
- 羽鳥慎一（日本テレビアナウンサー）
- 松本志のぶ（日本テレビアナウンサー）
- 小倉淳（元・日本テレビアナウンサー／ナレーション）
- 平野義和（ナレーション）

## スタッフ
- 構成 : 安達元一、山根真吾、吉井三奈子、外山信行
- タイトル制作 : 小林正樹（テレビマンユニオン）
- オープニングアクト : ROUGE、KENTA、家永慎也、山根有、藤江正大、木村純士
- ロゴ制作 : A super rabbit
- CG制作 : 広瀬真枝（オムニバス・ジャパン）
- テクニカルマネージャー : 新名大作
- スイッチャー : 三井隆裕
- カメラ : 津野祐一
- 音声 : 太田黒健至
- 映像調整 : 弓削聡
- 照明 : 川根一晴
- 美術 : 高野豊
- セットデザイナー : 熊崎真知子
- タイムキーパー : 長坂真由美
- VTR編集 : 松崎猛（オムニバス・ジャパン）、（麻布プラザ）
- MA : 水落洋一郎（オムニバス・ジャパン）
- 音響効果 : 井澤利幸
- リサーチ : Vispo
- 編成 : 中川武文、服部一孝
- 広報 : 神山喜久子
- 制作進行 : 宮沢薫
- プロデュース補 : 矢野尚子
- ディレクター : 小峰潔貴・栗原利典（THE WORKS）
- スタジオディレクター : 町尻員宗、廣瀬由紀子
- プログラムディレクター : 秋山健一郎、吉田絵
- 美輪サロン演出 : 吉田絵
- 総合演出 : 岩間玄
- プロデューサー : 渡辺満子・寺内壮 / 関根聖一郎（テレビマンユニオン）、北詰由賀（THE WORKS）、井上啓子（クリエイティブネクサス）
- チーフプロデューサー : 後藤東
- 制作協力 : テレビマンユニオン / THE WORKS / テレビ朝日映像 / クリエイティブネクサス

## ネット局
| 放送対象地域   | 放送局                    | 系列                          | ネット形態 | 備考   |
| -------------- | ------------------------- | ----------------------------- | ---------- | ------ |
| 関東広域圏     | 日本テレビ（NTV）         | 日本テレビ系列                | 制作局     | 制作局 |
| 北海道         | 札幌テレビ（STV）         | 日本テレビ系列                | 同時ネット |        |
| 青森県         | 青森放送（RAB）           | 日本テレビ系列                | 同時ネット |        |
| 岩手県         | テレビ岩手（TVI）         | 日本テレビ系列                | 同時ネット |        |
| 宮城県         | ミヤギテレビ（MMT）       | 日本テレビ系列                | 同時ネット |        |
| 秋田県         | 秋田放送（ABS）           | 日本テレビ系列                | 同時ネット |        |
| 山形県         | 山形放送（YBC）           | 日本テレビ系列                | 同時ネット |        |
| 福島県         | 福島中央テレビ（FCT）     | 日本テレビ系列                | 同時ネット |        |
| 山梨県         | 山梨放送（YBS）           | 日本テレビ系列                | 同時ネット |        |
| 新潟県         | テレビ新潟（TeNY）        | 日本テレビ系列                | 同時ネット |        |
| 長野県         | テレビ信州（TSB）         | 日本テレビ系列                | 同時ネット |        |
| 静岡県         | 静岡第一テレビ（SDT）     | 日本テレビ系列                | 同時ネット |        |
| 富山県         | 北日本放送（KNB）         | 日本テレビ系列                | 同時ネット |        |
| 石川県         | テレビ金沢（KTK）         | 日本テレビ系列                | 同時ネット |        |
| 福井県         | 福井放送（FBC）           | 日本テレビ系列                | 遅れネット | [ 2 ]  |
| 中京広域圏     | 中京テレビ（CTV）         | 日本テレビ系列                | 同時ネット |        |
| 近畿広域圏     | 読売テレビ（ytv）         | 日本テレビ系列                | 同時ネット |        |
| 鳥取県・島根県 | 日本海テレビ（NKT）       | 日本テレビ系列                | 同時ネット |        |
| 広島県         | 広島テレビ（HTV）         | 日本テレビ系列                | 同時ネット |        |
| 山口県         | 山口放送（KRY）           | 日本テレビ系列                | 同時ネット |        |
| 徳島県         | 四国放送（JRT）           | 日本テレビ系列                | 同時ネット |        |
| 香川県・岡山県 | 西日本放送（RNC）         | 日本テレビ系列                | 同時ネット |        |
| 愛媛県         | 南海放送（RNB）           | 日本テレビ系列                | 同時ネット |        |
| 高知県         | 高知放送（RKC）           | 日本テレビ系列                | 同時ネット |        |
| 福岡県         | 福岡放送（FBS）           | 日本テレビ系列                | 同時ネット |        |
| 長崎県         | 長崎国際テレビ（NIB）     | 日本テレビ系列                | 同時ネット |        |
| 熊本県         | くまもと県民テレビ（KKT） | 日本テレビ系列                | 同時ネット |        |
| 大分県         | テレビ大分（TOS）         | 日本テレビ系列 フジテレビ系列 | 同時ネット |        |
| 鹿児島県       | 鹿児島読売テレビ（KYT）   | 日本テレビ系列                | 同時ネット |        |